# MC Hariel
Hariel Denaro Ribeiro (São Paulo, 20 de dezembro de 1997), mais conhecido como MC Hariel, é um cantor e compositor brasileiro de funk paulista.

## Carreira
Hariel nasceu na Vila Aurora, região da zona norte de São Paulo no ano de 1997. Recebendo influência de seu pai, Celso Ribeiro, que era músico e participou do grupo Raíces de América, Hariel começou a carreira de cantor ao gravar músicas aos onze anos de idade, sendo que durante a sua adolescência trabalhou como entregador de pizzas e vendedor de cartões. A primeira canção de sucesso do artista foi "Passei Sorrindo", lançada em 2014 e que recebeu um webclipe do produtor KondZilla no ano seguinte. Nesta época, o autor cantava músicas do subgênero funk ousadia, com letras de duplo sentido e conotações sexuais. Nos anos seguintes, também compôs músicas de sucesso do gênero de funk ostentação, como "Novo Corolla", que recebeu menção do programa Auto Esporte, da TV Globo.
No entanto, a primeira vez que Hariel alcançou projeção nacional foi com a canção "Lei do Retorno", em parceria com o MC Don Juan e com gravação da GR6 Produções, acumulando mais de 270 milhões de visualizações no YouTube. Neste ano, participou do CD Melhor Viagem do cantor Gaab, na faixa "Tem Café", em uma música com tom mais romântico e mesclando com o rap e o pagode.
No início de 2019, Hariel gravou o seu primeiro DVD no Deserto da Bolívia, intitulado Haridade. Seu primeiro álbum foi lançado no ano seguinte, em março de 2020, intitulado Chora Agora, Ri Depois, em alusão ao disco do Racionais MC's Nada Como um Dia Após o Outro Dia. Todas as músicas do álbum receberam um videoclipe, sendo que "Cupido" foi a primeira e mais aclamada. O seu terceiro trabalho foi o extended play (EP) Avisa que é o Funk, lançado em outubro de 2020, com boa aclamação da mídia. A faixa de maior destaque foi "Maçã Verde", a qual esteve entre as músicas mais tocadas no Spotify tanto no Brasil quanto em Portugal. Neste período, Hariel também participou do single "Gabigol do Morro", em parceria com o DJ Zullu.
Em novembro de 2020, Hariel lançou junto com o DJ Alok e os MCs Davi, Salvador da Rima e Ryan SP a música "Ilusão (Cracolândia)". A canção fazia referência a região de São Paulo conhecida como Cracolândia, com mensagens de consciência contra a utilização do crack e demais drogas; o pai de Hariel era dependente químico e faleceu por este motivo. A canção tornou-se a mais executada no Spotify do Brasil por três dias consecutivos. Em dezembro, uma parceria póstuma com o rapper Sabotage foi lançada, intitulada "Monstro Invisível", com temática política e produzida por DJ Kalfani. Atingiu os dois bilhões de visualizações em seus materiais em fevereiro de 2021 e é considerado como um dos principais representantes do gênero no país atualmente.

## Discografia

### DVDs
- Haridade (2019)
- Mundão Girou (2021)
- Funk Superação (2024)

### Álbuns de estúdio
- Chora Agora, Ri Depois (2020)
- 1Beat 1Letra (2022)

### EP
- Avisa que é o Funk (2020)
- Haridade na Resenha (2021)
- Dois Lados da Mesma Moeda + MC Don Juan (2021)
- Alma Imortal (2023)